# مسابقات قهرمانی تنیس روی میز اروپا
مسابقات قهرمانی تنیس روی میز اروپا (انگلیسی: European Table Tennis Championships) برترین مسابقات ورزش تنیس روی میز در قاره اروپا است.
ین مسابقات از سال ۱۹۵۸ تا ۲۰۰۷ به صورت دوسالانه و از سال ۲۰۰۸ تاکنون هر سال یک‌بار برگزار می‌شود.

## نتایج بخش تیمی
مردان
| تیم                              | قهرمان                                                                      | نایب قهرمان        | سوم                 |
| -------------------------------- | --------------------------------------------------------------------------- | ------------------ | ------------------- |
| سوئد                             | ۱۴ (۱۹۶۴، '۶۶، '۶۸، '۷۰، '۷۲، '۷۴، '۸۰، '۸۶، '۸۸، '۹۰، '۹۲، '۹۶، ۲۰۰۰، '۰۲) | (۲۰۱۱)             | (۲۰۱۴)              |
| آلمان                            | ۶ (۲۰۰۷، '۰۸، '۰۹، '۱۰، '۱۱، '۱۳)                                           | (۲۰۱۴، '۱۵)        |                     |
| مجارستان                         | ۴ (۱۹۵۸، '۶۰، '۷۸، '۸۲)                                                     |                    |                     |
| فرانسه                           | ۳ (۱۹۸۴، '۹۴، '۹۸)                                                          | (۲۰۱۰)             | (۲۰۱۵)              |
| جمهوری فدرال سوسیالیستی یوگسلاوی | ۲ (۱۹۶۲، '۷۶)                                                               | ۳ (۱۹۶۴، '۷۰، '۷۲) | ۳ (۱۹۶۸، '۷۴، '۸۲)  |
| بلاروس                           | ۱ (۲۰۰۳)                                                                    | (۲۰۰۸، '۱۰)        | (۲۰۱۳، '۱۵)         |
| دانمارک                          | ۱ (۲۰۰۵)                                                                    | (۲۰۰۹)             |                     |
| اتریش                            | ۱ (۲۰۱۵)                                                                    |                    | (۲۰۰۸، '۰۹، '۱۱)    |
| پرتغال                           | ۱ (۲۰۱۴)                                                                    |                    | (۲۰۱۱)              |
| لهستان                           | ۰                                                                           | ۱ (۱۹۸۴)           | ۳ (۱۹۸۶، '۹۶، ۲۰۰۷) |
| کرواسی                           | ۰                                                                           | ۱ (۲۰۰۷)           | ۱ (۲۰۱۴)            |
| یونان                            | ۰                                                                           | (۲۰۱۳)             |                     |
| بلژیک                            | ۰                                                                           |                    | (۲۰۰۸)              |
| رومانی                           | ۰                                                                           |                    | (۲۰۰۹)              |
| جمهوری چک                        | ۰                                                                           |                    | (۲۰۱۰)              |
| روسیه                            | ۰                                                                           |                    | (۲۰۱۳)              |

زنان
| تیم                              | قهرمان                                            | نایب قهرمان           | سوم                |
| -------------------------------- | ------------------------------------------------- | --------------------- | ------------------ |
| مجارستان                         | ۹ (۱۹۶۰، '۶۶، '۷۲، '۷۸، '۸۲، '۸۶، '۹۰، ۲۰۰۰، '۰۷) | (۲۰۰۸)                | (۲۰۱۱)             |
| روسیه                            | ۷ (۱۹۷۰، '۷۴، '۷۶، '۸۰، '۸۴، '۸۸، '۹۴)            |                       | (۲۰۱۳، '۱۵)        |
| آلمان                            | ۷ (۱۹۶۲، '۶۸، '۹۶، '۹۸، ۲۰۱۳، '۱۴، '۱۵)           |                       |                    |
| هلند                             | ۴ (۲۰۰۸، '۰۹، '۱۰، '۱۱)                           |                       |                    |
| رومانی                           | ۳ (۱۹۹۲، ۲۰۰۲، '۰۵)                               | (۲۰۱۰، '۱۱، '۱۳، '۱۵) |                    |
| انگلستان                         | ۲ (۱۹۵۸، '۶۴)                                     |                       |                    |
| ایتالیا                          | ۱ (۲۰۰۳)                                          |                       |                    |
| کرواسی                           | ۰                                                 | ۲ (۲۰۰۳، '۰۵)         | ۳ (۲۰۰۰، '۰۸، '۰۹) |
| جمهوری فدرال سوسیالیستی یوگسلاوی | ۰                                                 | ۱ (۱۹۸۴)              | ۱ (۱۹۹۰)           |
| لهستان                           | ۰                                                 | (۲۰۰۹)                | (۲۰۱۰، '۱۴)        |
| جمهوری چک                        | ۰                                                 |                       | (۲۰۰۸، '۰۹، '۱۳)   |
| اتریش                            | ۰                                                 | (۲۰۱۴)                |                    |
| بلاروس                           | ۰                                                 |                       | (۲۰۱۰، '۱۱)        |
| سوئد                             | ۰                                                 |                       | (۲۰۱۴)             |
| اوکراین                          | ۰                                                 |                       | (۲۰۱۵)             |